# Xã Tuller, Quận Ransom, Bắc Dakota
Xã Tuller (tiếng Anh: Tuller Township) là một xã thuộc quận Ransom, tiểu bang Bắc Dakota, Hoa Kỳ. Năm 2010, dân số của xã này là 107 người.